# Бандолин, Гунилла
Гунилла Бандолин (швед. Gunilla Bandolin) — шведская художница и архитектор, скульптор и сценограф. Популярный в Швеции автор городских скульптур-инсталляций.

## Краткая биография
По первому образованию — журналист, училась в Стокгольмской школе журналистики, на кафедре литературы университета Уппсалы. Некоторое время в 70-х сотрудничала как журналист в шведских газетах. С 1983 года работает как художник, скульптор и архитектор. Ведёт ряд семинаров по искусству в нескольких университетах и художественных школах в Швеции, Дании, Финляндии и США. Участник ряда коллективных выставок и художественных акций в США, Германии, Испании, Франции, Бельгии, Швеции и на Кубе. Скульптурные и архитектурные проекты Гуниллы Бандолин выставлены в шведских городах просто на улицах, украшают парки, скверы, территории университетов, клиник, административных зданий, офисов крупных компаний. Она из самых известных работ художницы — Обсерваториум, деревянный пирс-подиум в районе Хаммербю-шёстад в Стокгольме, одно из любимых мест отдыха горожан у воды.

## Работы
- Pyramiden (1990), замок Ванос
- Vattenkunst (1993), Лозанна
- Vattenskulptur, Берген

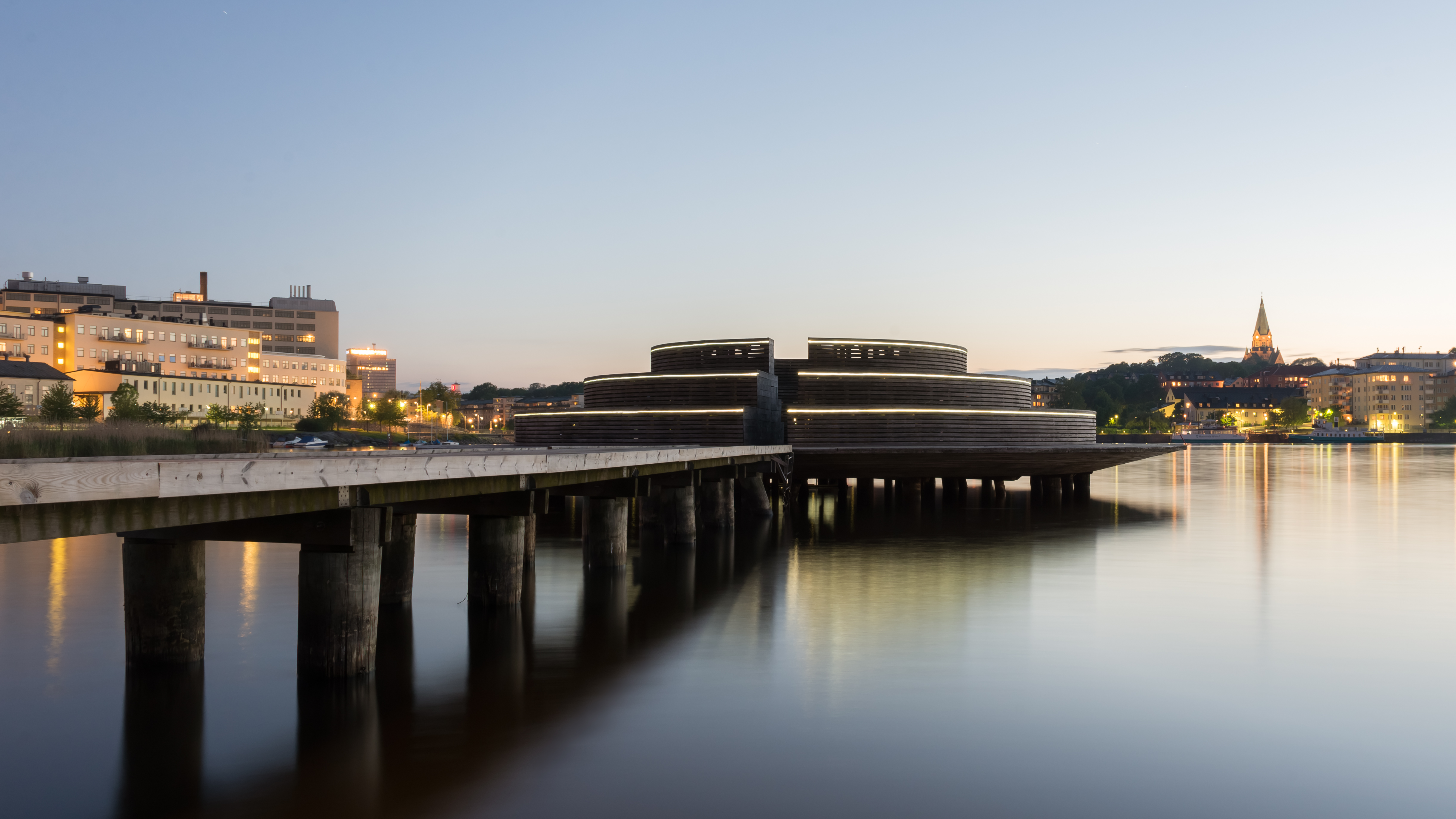
Observatorium (2002)

- Solomons’s Well (1994), Куинс (Нью-Йорк)
- Bojsemburg (1994), Фалун
- Sky’s Impression (2001), Вехер-де-ла-Фронтера
- Observatorium (2002), Стокгольм
- Skulptur — Granit (2003), Стокгольм
- Utposten (2004), Сольна
- Lusthus (2005), Линчёпинг
- Skulptur (2008), Лунд